# Beguinaje

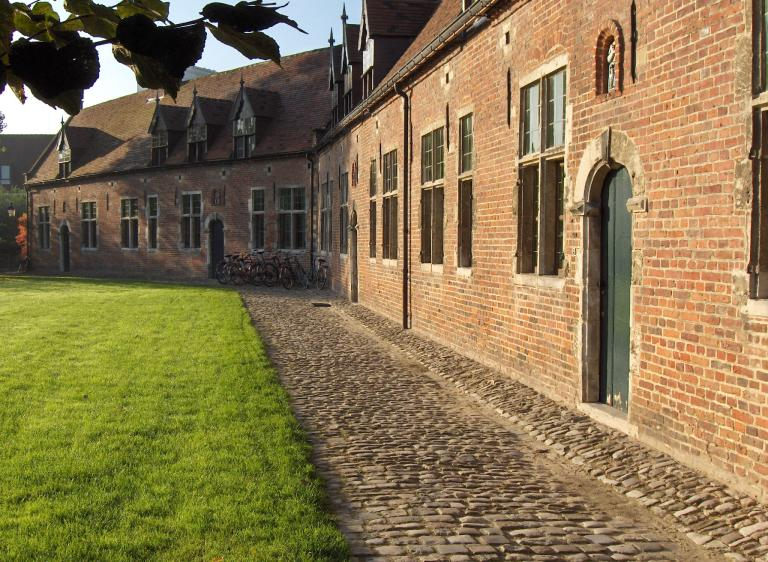
El Groote Begijnhof de Lovaina, en Bélgica.

Los «beguinajes» (begijnhof en neerlandés, béguinage en francés) eran los lugares donde vivían las beguinas, religiosas laicas que vivían en comunidad. Solían estar constituidos por una o dos filas de casitas unidas por corredores, enfermería e iglesia, por lo general, todo construido alrededor de un patio o jardín. Eran auténticos poblados dentro de una ciudad. Se encuentran sobre todo en Flandes y los Países Bajos
Los beguinajes estaban rodeados por murallas y separados de la ciudad por varias puertas que se cerraban por la noche. Durante el día, las beguinas podían salir si lo deseaban. Las beguinas procedían de un amplio espectro social, aunque solo se admitía a mujeres pobres si contaban con un benefactor que pagara sus gastos.
Estos beguinajes medievales alojaban comunidades de mujeres devotas, tanto religiosas como laicas, que no estaban comprometidas por votos de tipo monástico, y vivían de forma autónoma, ya que no dependían de ninguna jerarquía religiosa o laica.
Algunos de estos beguinajes flamencos todavía existen y están clasificados como Patrimonio de la Humanidad por la Unesco. En algunos lugares, los beguinajes han desaparecido, pero algunas calles conservan nombres que recuerdan su presencia, como sucede en Delft o Utrecht (en los Países Bajos).

## Lista de beguinajes
- Beguinajes flamencos
- Beguinaje de Amberes
- Beguinaje de Brujas
- Beguinaje de Cortrique
- Beguinaje de Lieja
- Beguinaje ''Saint-Christophe'' de Lieja
- Beguinaje de Enghien
- Gran beguinaje de Lovaina
- Beguinaje de Tournai
- Beguinaje de Mons
- Beguinaje de Namur
- Beguinaje de Andenne
- Beguinaje de Nivelles
- Beguinajes de Bruselas, de los que solo se conserva el de la plaza de la Vaillance
- Beguinaje de Ámsterdam
- Beguinaje de Breda
- Beguinaje de Delft
- Beguinaje de Haarlem (actual zona roja o de prostitución)
- Beguinaje de Utrecht (prácticamente desaparecido)
- Beguinajes de San Quintín (Norte-Paso de Calais, Francia)
- Beguinajes de Saint-Vaast y Saint-Nicolas, Cambrai (Norte-Paso de Calais, Francia)
- Beguinaje de Valenciennes (Norte-Paso de Calais, Francia)

## Beguinajesmodernos

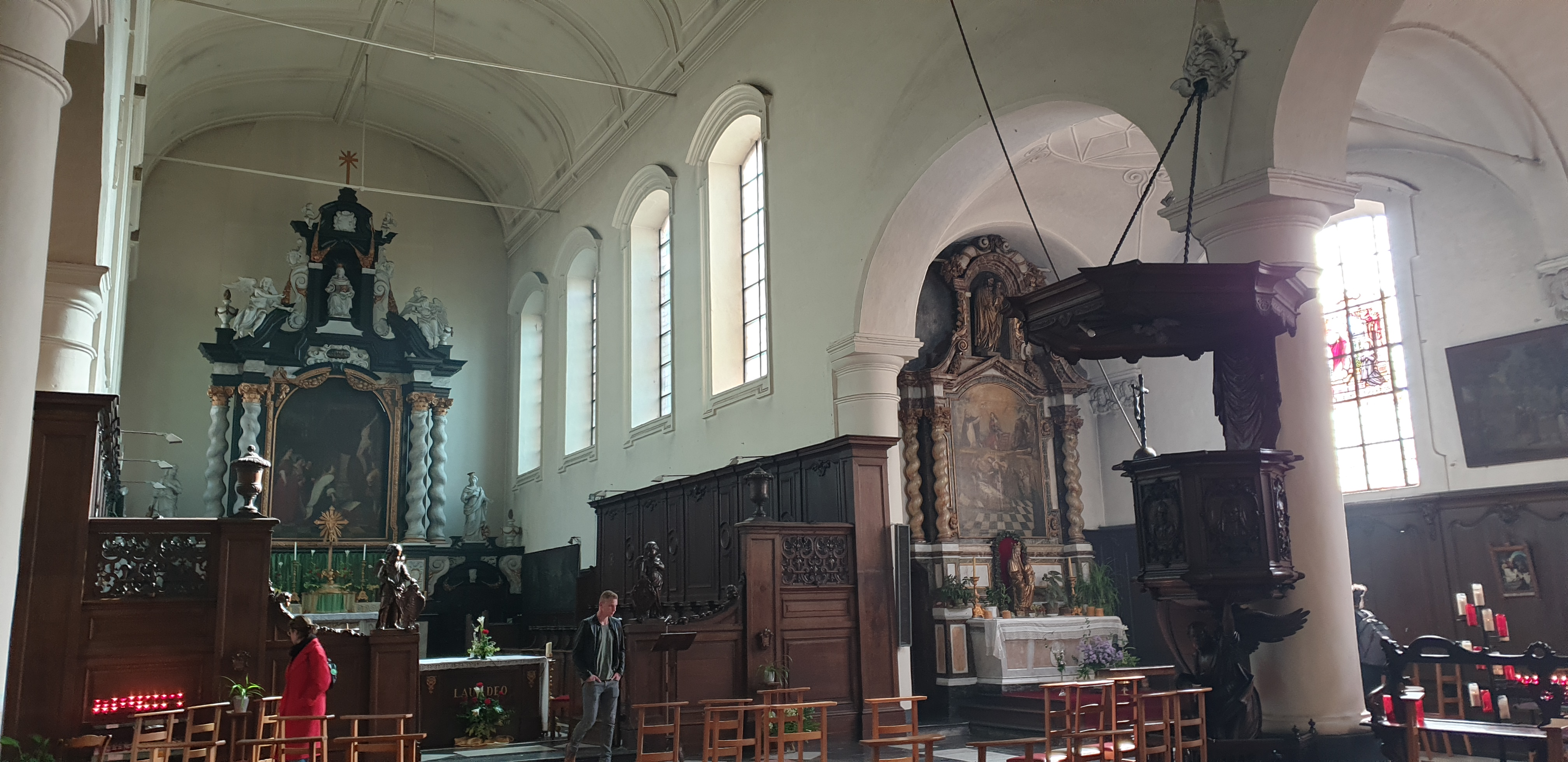
Interior de la Capilla de Begijnhof, Brujas.

Actualmente, los beguinajes existen bajo estas dos formas:

### Asociaciones de mujeres
En Alemania se creó en 1998 la granja «Lieselotte», un moderno beguinaje al que se asocian libremente mujeres de todas las edades y condiciones con la intención de vivir en comunidad.
El primer fin es económico, se busca la autonomía mediante la creación de empresas de tipo artesano, social, gastronómico o educativo. Pero el interés de este centro es asimismo el de proporcionar a estas modernas beguinas un lugar de retiro y protección específicamente adaptado a mujeres y a sus hijos. Allí encuentran los medios para ayudarse mutuamente e intercambiar experiencias y conocimientos prácticos, pero también para aprender y llevar una vida tranquila.

### La fórmula del «beguinajeretiro»
En la actualidad, la palabra «beguinaje» designa igualmente un modo de vida en común para jubilados, que se practica sobre todo en el norte de Francia.
Sin exigir necesariamente la adhesión espiritual, la fórmula busca cultivar los valores de proximidad y fraternidad con el objetivo de mantener el vínculo social y ofrecer una alternativa al aislamiento que se podría sentir en una residencia de ancianos. Como en el caso de las personas que viven en su domicilio, se trata de ofrecer alojamientos individuales o colectivos (apartamentos) seguros y adaptados a los ancianos, y en especial, a los que han perdido movilidad. Aparte de las viviendas, cuentan con espacios comunes. Los precios por habitar en estos centros son moderados, ya que la mayor parte de estos beguinajes pertenecen a la red de alojamientos sociales.
En la actualidad, existe una veintena de viviendas agrupadas para jubilados.

## Fotografías

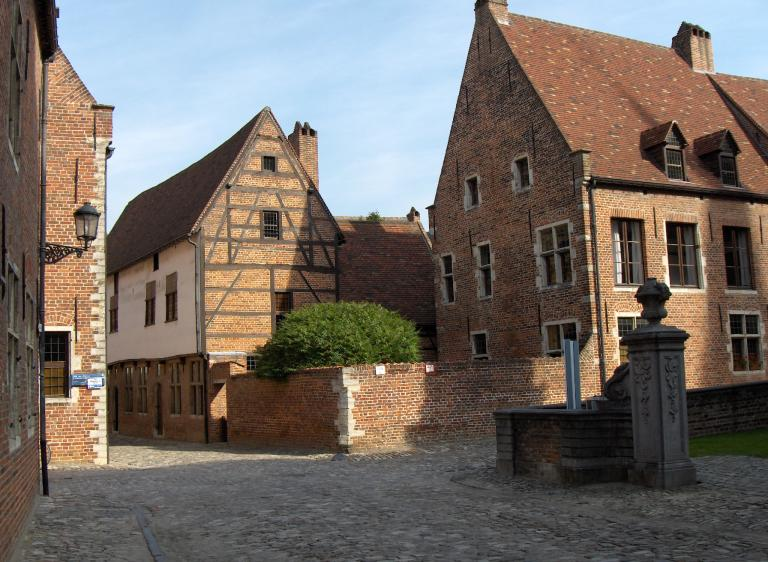
El Groote begijnhof de Lovaina.
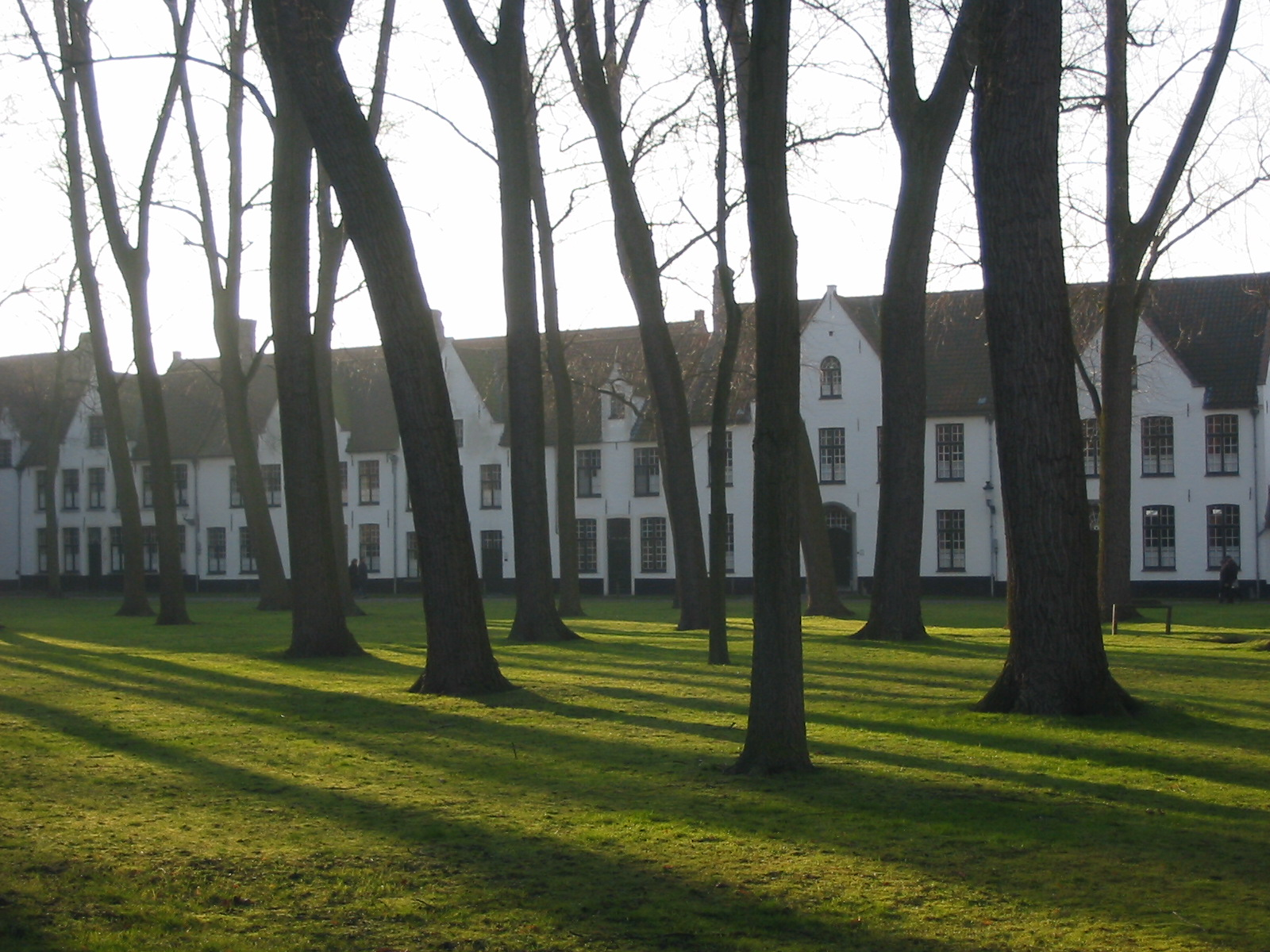
Beguinaje de Brujas.
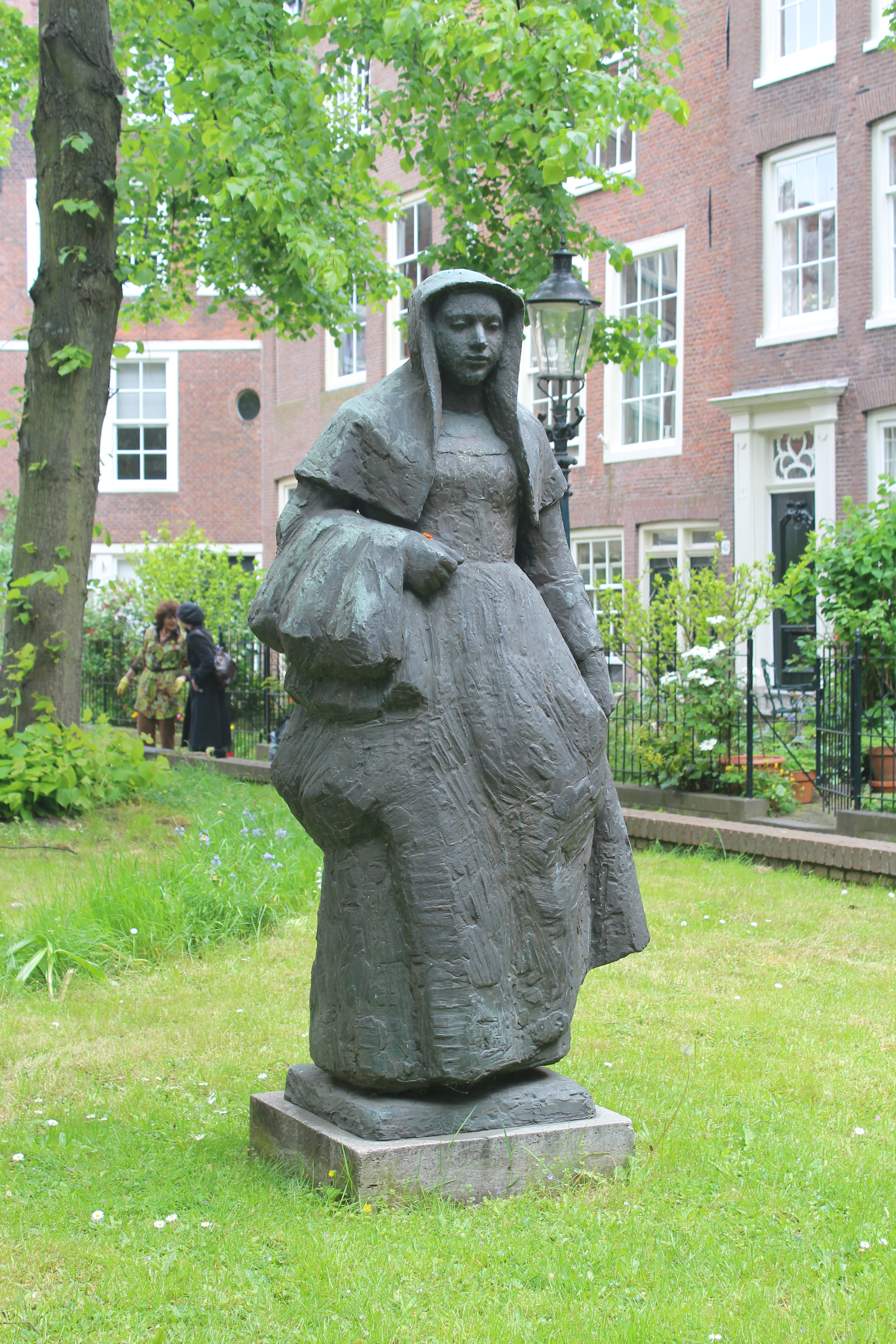
Estatua de una monja Beguina (Amsterdam).